# Mesosemia nyctea
Mesosemia nyctea är en fjärilsart som beskrevs av Hoffmansegg 1818. Mesosemia nyctea ingår i släktet Mesosemia och familjen Riodinidae. Inga underarter finns listade i Catalogue of Life.

## Bildgalleri

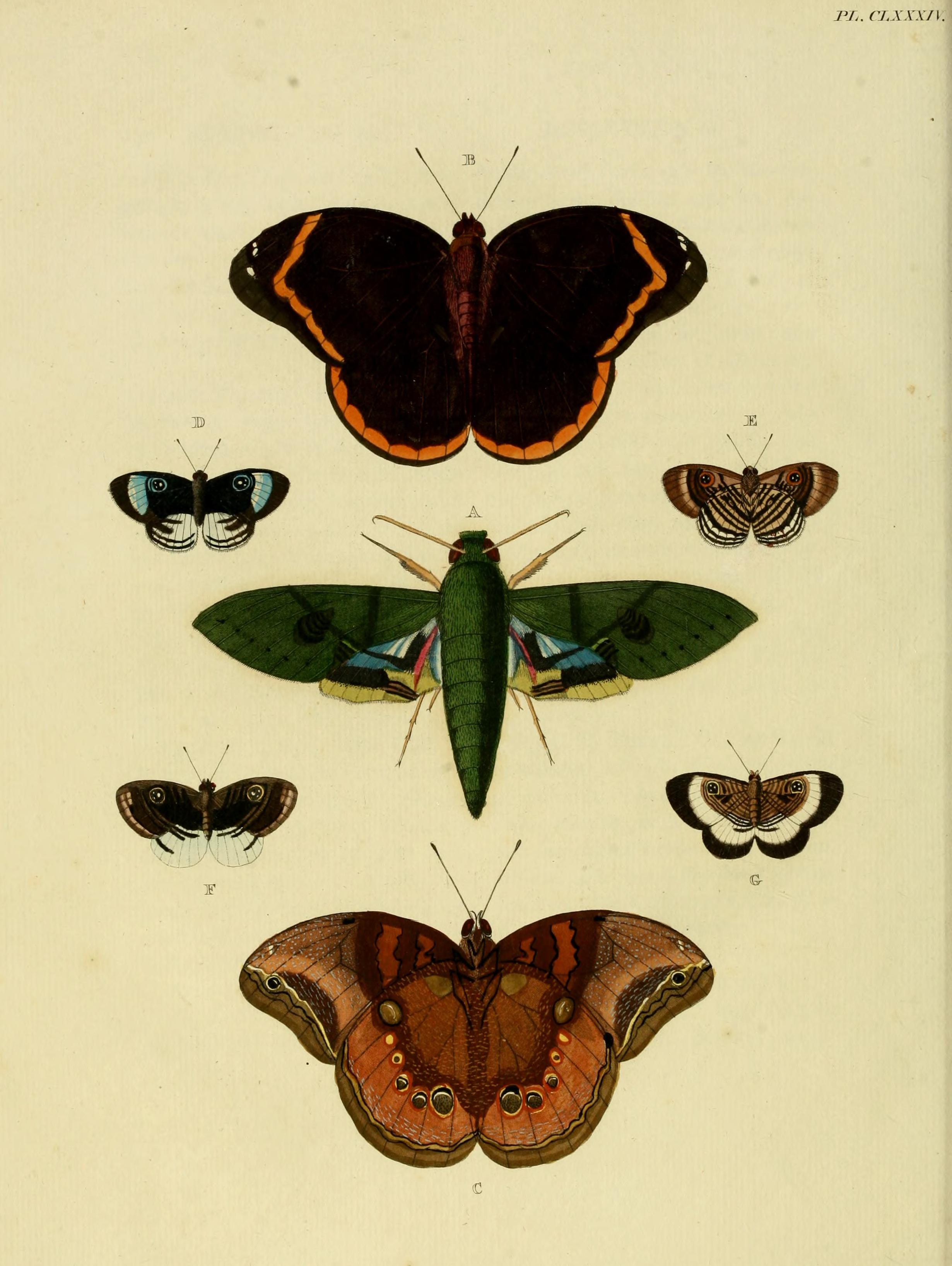
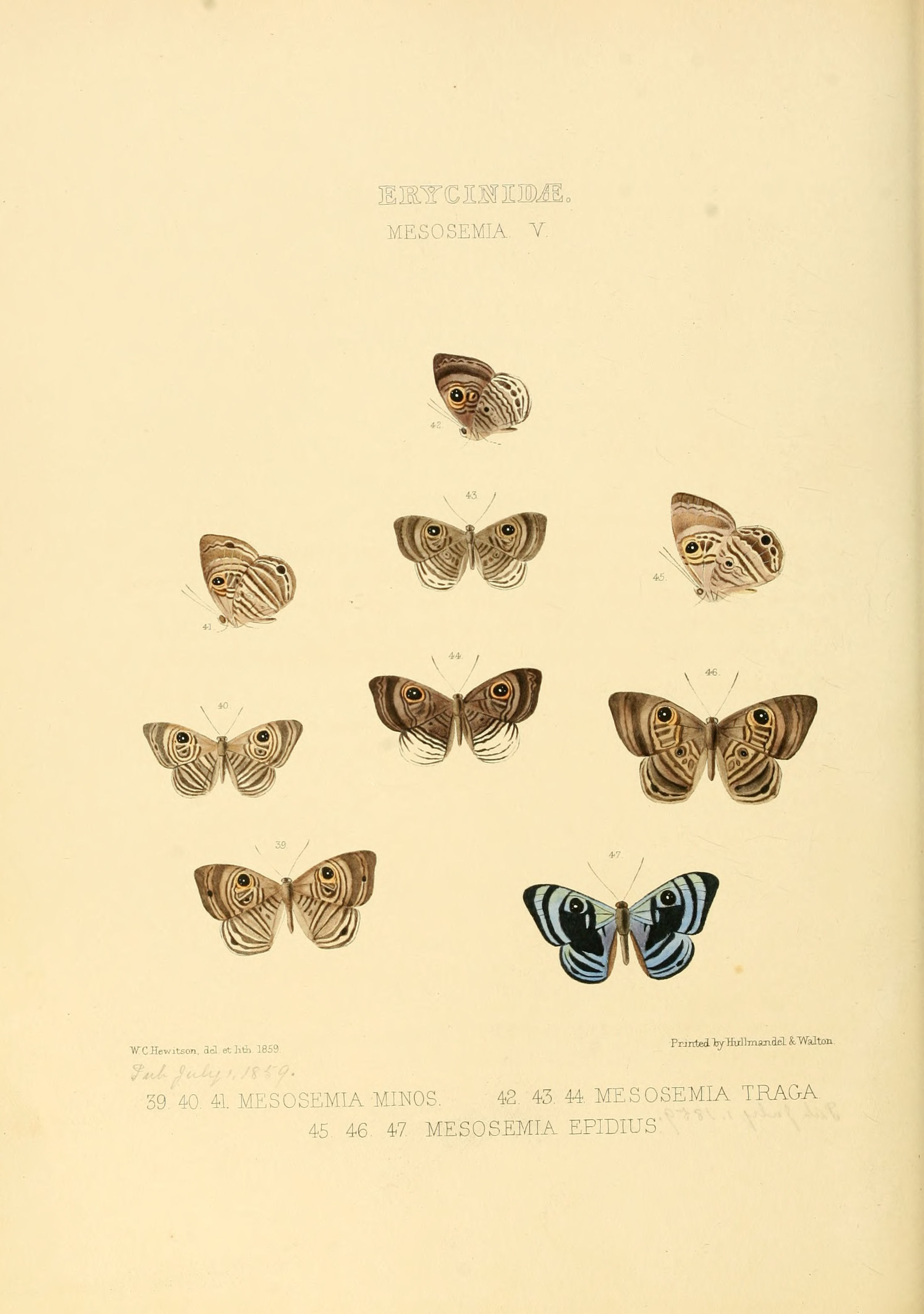